# Teratosphaeria viscidus
Teratosphaeria viscidus är en svampart som först beskrevs av Andjic, P.A. Barber & T.I. Burgess, och fick sitt nu gällande namn av Andjic, P.A. Barber & T.I. Burgess 2009. Teratosphaeria viscidus ingår i släktet Teratosphaeria och familjen Teratosphaeriaceae.   Inga underarter finns listade i Catalogue of Life.